# Tar (Węgry)
Tar – wieś i gmina w północnej części Węgier, w pobliżu miasta Pásztó. Gmina Tar liczy 1919 mieszkańców (styczeń 2011) i zajmuje obszar 27,34 km².
Miejscowość leży na obszarze Średniogórza Północnowęgierskiego i należy do powiatu Pásztó, wchodzącego w skład komitatu Nógrád.